# Tolumnia guttata
Tolumnia guttata är en orkidéart som först beskrevs av Carl von Linné, och fick sitt nu gällande namn av Mark Anthony Nir. Tolumnia guttata ingår i släktet Tolumnia och familjen orkidéer. Inga underarter finns listade i Catalogue of Life.

## Bildgalleri

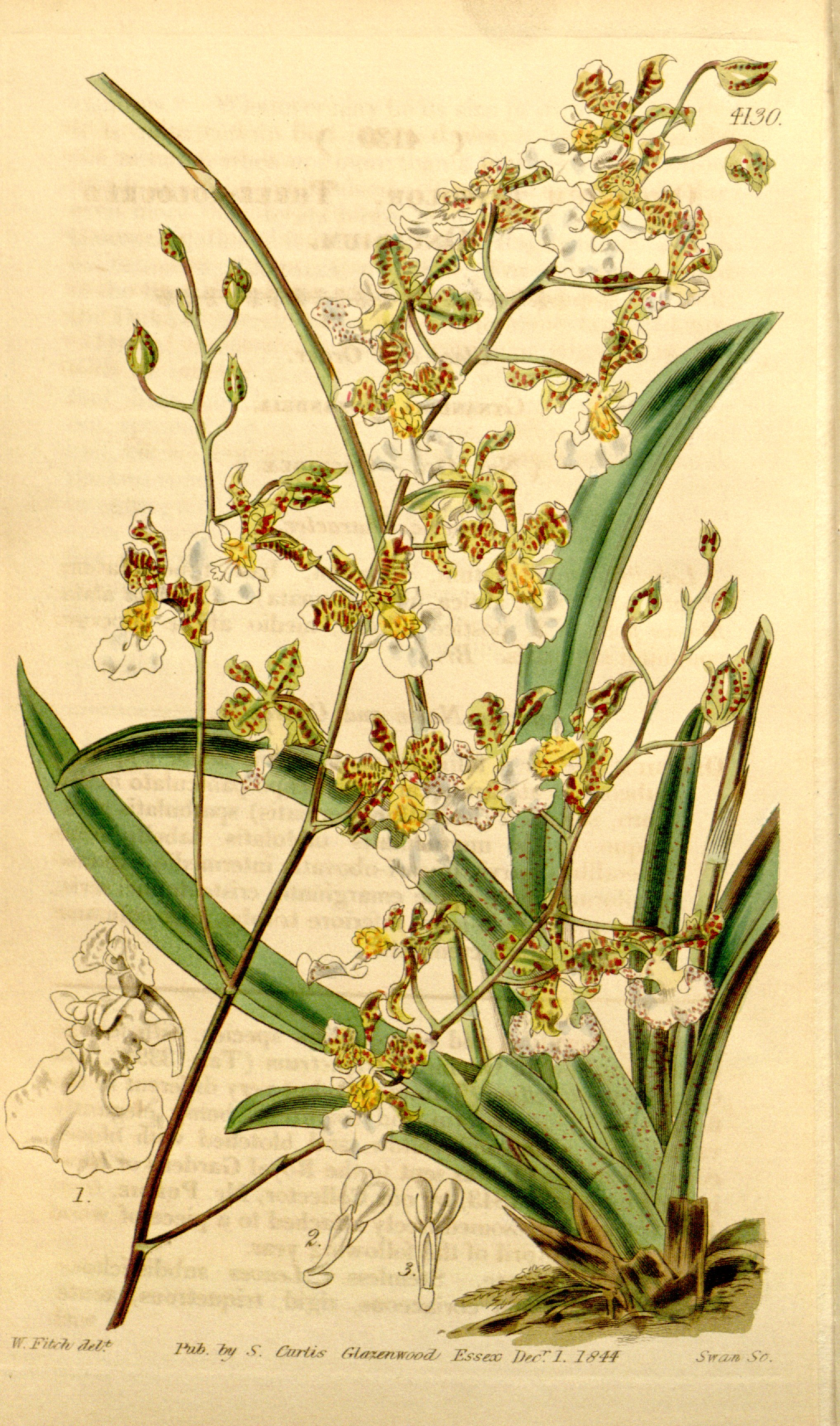
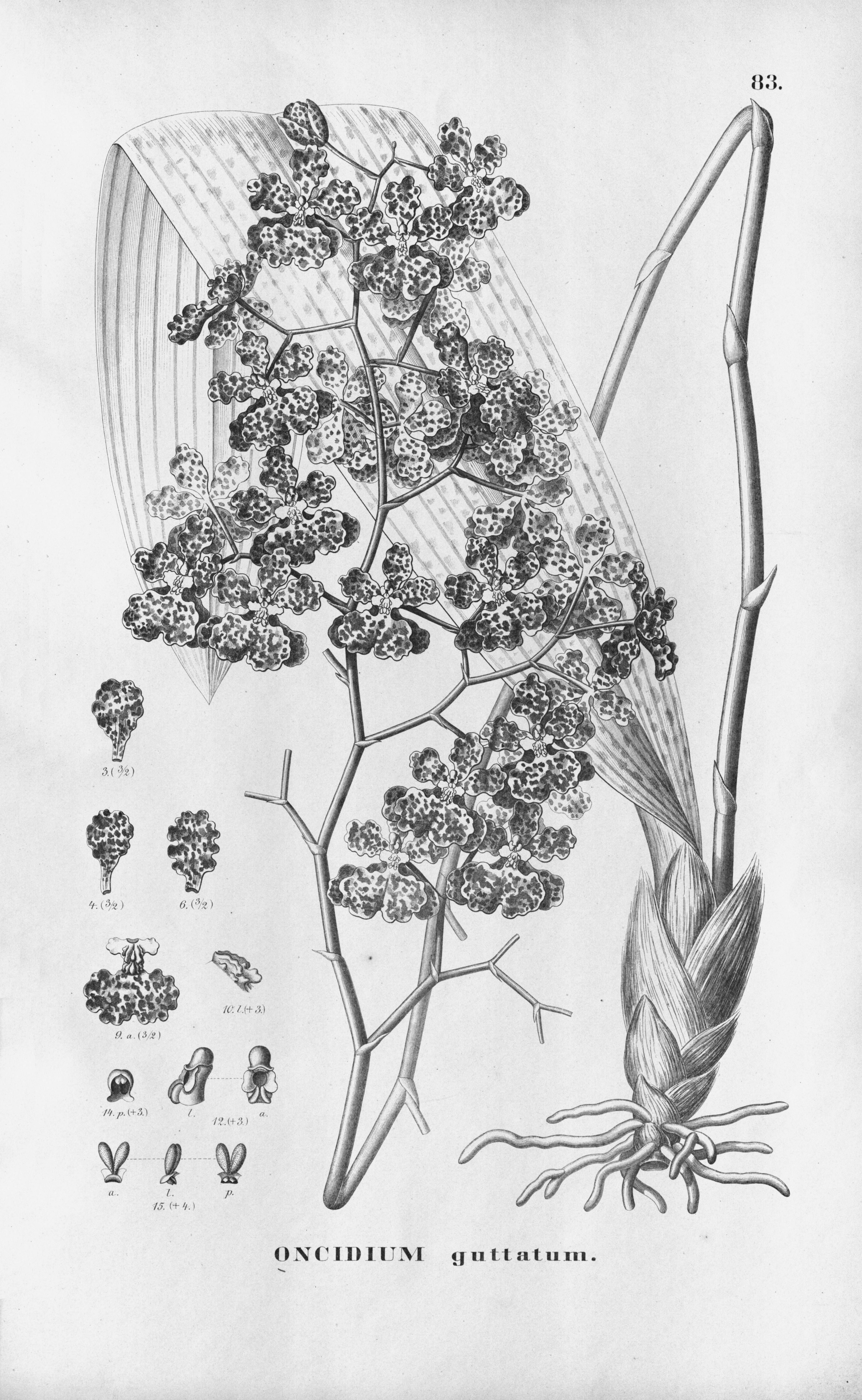